# Schizonycha brevicollis
Schizonycha brevicollis är en skalbaggsart som beskrevs av Moser 1914. Schizonycha brevicollis ingår i släktet Schizonycha och familjen Melolonthidae. Inga underarter finns listade i Catalogue of Life.